# Каха Кучава
Кахабер «Каха» Кучава (груз. კახაბერ (კახა) კუჭავა; нар. 23 листопада 1979) — грузинський політик. Член парламенту Грузії з 18 листопада 2016 року. Спікер парламенту з 27 квітня до 24 грудня 2021.

## Освіта
У 1996—2001 рр. навчався на факультеті права в Тбіліському державному університеті. У 2001—2003 рр. навчався в Університеті Ноттінгем-Трент, здобув ступінь магістра корпоративного права.

## Кар'єра
- 2001—2002 рр. — юрисконсульт «Товариства Червоного хреста» у Грузії[3].
- 2001—2004 рр. — старший юрист у юридичній фірмі «Мгалоблішвілі, Кіпіані та Дзідзігурі»[3].
- 2005 р. — юрисконсульт «Товариства Червоного хреста» у Грузії[3].
- 2005 р. — керівник юридичного департаменту Агентства морського транспорту Грузії[3].
- 2005—2007 рр. — фахівець із корпоративного та бізнес-права проєкту USAID «Реформа бізнес-середовища»[3].
- 2007—2010 рр. — експерт із корпоративного права Міжнародної фінансової корпорації[3].
- 2011—2015 рр. — член Ради директорів Міжнародної комерційної палати Міжнародної організації бізнесу[3].
- 2012—2016 рр. — генеральний директор АТ «Кавказькі корисні копалини»[3].
- 2015—2016 рр. — генеральний директор гірничо-геологічної компанії «Грузинська мідь і золото»[3].

## Політична кар'єра
- 18 листопада 2016 — 11 грудня 2020 — член IX скликання парламенту за партійним списком «Грузинської мрії»[4].
- 28 листопада 2019 — 11 грудня 2020 — заступник спікера парламенту[4].
- з 11 грудня 2020 — член X скликання парламенту за партійним списком «Грузинської мрії»[4].
- 11 грудня 2020 — 24 квітня 2021 — заступник спікера парламенту[4].
- з 27 квітня до 24 грудня 2021 — спікер парламенту, обраний 86 голосами «за» та 6 «проти»[4][5].

## Приватне життя
Одружений, має 3 дітей.